# Хлороамин
Хлороамин је токсичан гас који настаје у реакцији амонијака и натријум-хлорида.
Хлороамин је популарно средство за дезинфекцију које се користи у воденим растворима. Има боље дезинфекционо дејство од самог раствора хлора, јер је хлороамин постојанији у растворима, а са органским једињењима не гради по здравље штетне халометане (као на пример тетрахлорид угљеника).